# Hastings (Nebraska)
Hastings és una població dels Estats Units a l'estat de Nebraska. Segons el cens del 2000 tenia 24.064 habitants.

## Demografia
Segons el cens del 2000, Hastings tenia 24.064 habitants, 9.610 habitatges, i 5.948 famílies. La densitat de població era de 945,2 habitants per km².
Dels 9.610 habitatges en un 29,6% hi vivien nens de menys de 18 anys, en un 49,8% hi vivien parelles casades, en un 9,2% dones solteres, i en un 38,1% no eren unitats familiars. En el 31,5% dels habitatges hi vivien persones soles el 14,2% de les quals corresponia a persones de 65 anys o més que vivien soles. El nombre mitjà de persones vivint en cada habitatge era de 2,36 i el nombre mitjà de persones que vivien en cada família era de 2,98.
Per edats la població es repartia de la següent manera: un 23,6% tenia menys de 18 anys, un 12,8% entre 18 i 24, un 26,5% entre 25 i 44, un 20,5% de 45 a 60 i un 16,7% 65 anys o més.
L'edat mediana era de 36 anys. Per cada 100 dones de 18 o més anys hi havia 90,1 homes.
La renda mediana per habitatge era de 35.461 $ i la renda mediana per família de 44.688 $. Els homes tenien una renda mediana de 29.633 $ mentre que les dones 21.262 $. La renda per capita de la població era de 17.941 $. Aproximadament el 5,6% de les famílies i el 10% de la població estaven per davall del llindar de pobresa.

## Poblacions més properes
El següent diagrama mostra les poblacions més properes.

## Personatges il·lustres
- Ivan Sutherland, pare dels gràfics per ordinador i premi Turing.